# Clarella
Clarella o Mas Clarella o Massot Clarella, que també apareix amb la denominació Clerella, és una masia a mig camí dels nuclis de Vidrà i Santa Maria de Besora (Osona). Gran casal de muntanya bastit al segle xviii, de planta quadrada i cobert a quatre vessants amb llanterna central. A la façana de ponent té un cos afegit, amb galeria d'arcs rodons. Té adossada una capella dedicada al Roser i al seu costat es troben la casa dels masovers i la pallissa. L'edifici central, per la seva estructura, degué ser construït al segle xviii. La fàbrica denota la seva importància i riquesa en temps passats. Consta que el 1982 es trobava en fase de restauració per ser dedicat a segona residència.
Un inversor americà, Brad Call, va comprar Mas Clarella el 2012. Brad i la seva dona, Teresa, es van enamorar d'aquesta finca que responia al que buscaven per plantar-hi vinya amb l'objectiu de convertir part de la masia en un celler per elaborar vins. El 2016, van plantar les primeres vinyes en terrasses, a uns 900 metres d'altitud, i construïren el celler. El setembre del 2021 el celler feia la seva presentació en societat.
El 2022, la finca, simulant ser la del teòric propietari de la majoria de vinyes d'el Priorat, va servir d'escenari principal per a la trama del capítol "L'ADN de la terra" de la sèrie de falsos documentals El teorema del mico emesa per TV3 el juliol del 2023.

## Història
La maia de Mas Clarella té més de mil anys de història. En el 1245 hi ha documentat un tal Arnau de Pujalons que donaria el primer nom a la finca. A mitjan segle xvi, una pubilla Pujalons es casa amb Pere Clarella, d'una estirp originària d'Itàlia, i això porta al canvi de nom.
L'aspecte actual del mas prové de 1657. Les actuacions arquitectòniques més importants daten del 1846 en la casa principal, la capella s'aixeca el 1892, y una casa dels masovers el 1898.